# Área metropolitana de Santa Fe
El Área Estadística Metropolitana de Santa Fe, NM MSA , como la denomina la Oficina de Administración y Presupuesto, es un Área Estadística Metropolitana centrada en la ciudad de Santa Fe,  capital del estado de Nuevo México, en  Estados Unidos,  que solo abarca el condado de Santa Fe. Su población según el censo de 2010 es de 144.170 habitantes.

## Área Estadística Metropolitana Combinada
El área metropolitana de Santa Fe es parte del Área Estadística Metropolitana Combinada de Santa Fe-Española, NM CSA junto con el Área Estadística Micropolitana de Española, NM µSA; totalizando 184.416 habitantes en un área de 20.220 km².

## Comunidades
Ciudades
- Española (parcialmente)
- Santa Fe (ciudad principal)

Pueblo
- Edgewood

Otras localidades
- Pueblo de Nambé
- Seton Village
- Stanley
- Waldo

Lugares designados por el censo
- Agua Fría
- Cañada de los Álamos
- Cedar Grove
- Chimayó
- Chupadero
- Cuartelez
- Cundiyo
- Cuyamungue
- El Rancho
- El Valle de Arroyo Seco
- Eldorado at Santa Fe
- Galisteo
- Glorieta
- Jaconita
- La Ciénega
- La Puebla
- Lamy
- Los Cerrillos
- Madrid
- Pojoaque
- Río Chiquito
- Río en Medio
- San Ildefonso Pueblo
- Santa Cruz
- Sombrillo
- Tesuque